# Дуброва (Чушевицьке сільське поселення)
Дубро́ва (рос. Дуброва) — присілок у складі Верховазького району Вологодської області, Росія. Входить до складу Чушевицького сільського поселення.

## Населення
Населення — 11 осіб (2010; 11 у 2002).
Національний склад (станом на 2002 рік):
- росіяни — 100 %